# Sacramento (Film)
Sacramento (Originaltitel: Ride the High Country) ist ein US-amerikanischer Western von Sam Peckinpah aus dem Jahr 1962 mit Randolph Scott und Joel McCrea in den Hauptrollen. 

## Handlung
Kalifornien, etwa um 1900 am historischen Ende des Wilden Westens. Der in die Jahre gekommene Ex-Marshal Steve Judd wird von dem Bankier Sampson beauftragt, einen Goldtransport aus einer Mine hoch in den Bergen der Sierra Nevada bis hinunter in die Stadt durchzuführen. In der Stadt trifft Steve auch auf seinen Freund und langjährigen Weggefährten Gil Westrum, der sich mit seinem jungen Begleiter Heck als Schausteller einer Wildwest-Show verdingt. Steve sucht sowieso noch zusätzliche Begleiter für den nicht ungefährlichen Transport. Er stimmt dem Angebot Gils zu, dass er und Heck ihn begleiten können. Was Judd nicht weiß: Westrum und Heck sind fest entschlossen, das Gold zu stehlen.
Auf dem Weg in die Berge treffen sie auf einer Farm die junge Elsa Knudsen, die unter der Einsamkeit des Ortes und ihrem streng religiösen Vater leidet, der alle ihre Verehrer stets für nicht gut genug erklärt. Sie möchte ebenfalls in die Goldgräberstadt, um ihren Verlobten, den Goldgräber Billy Hammond, zu heiraten. Elsa schließt sich der Gruppe an. Heck wirft ein Auge auf die Verlobte und küsst sie gegen ihren Willen und wird daraufhin von Steve und Gil hierfür geschlagen. In der rauen Goldgräberstadt angekommen muss Elsa feststellen, dass Billy und seine vier Brüder, mit denen er zusammenlebt, primitiv und gewalttätig sind. Die Hochzeitszeremonie in einem Bordell mit einem betrunkenen Richter als Standesbeamten wird zur Farce. Die Brüder liefern sich eine Prügelei im Bordell, während Billy – und als dieser bewusstlos wird, auch dessen Brüder – Elsa in der Hochzeitsnacht vergewaltigen wollen. Daraufhin flieht sie zu Judd und seinen Begleitern und bittet um Schutz.
Die Gruppe nimmt Elsa gegen den Willen von Billy mit auf ihren Rückweg in die Stadt. Inzwischen haben sie die Goldlieferung im Wert von über 11.000 US-Dollar in Empfang genommen, die Gil und Heck weiterhin stehlen möchten. Gil versucht Steve für einen möglichen Raub des Geldes aufzuweichen, indem er über den Undank der Leute gegenüber den alten Haudegen wie ihnen und die große Bedeutung von Geld in der Welt spricht. Doch Steve scheint gar nicht zu bemerken, worauf Gil hinausmöchte, und spricht lieber über Tugenden, die er verkörpern möchte. Als Westrum und Heck schließlich versuchen das Gold zu stehlen, werden sie von Judd, der den Verrat geahnt hat, entwaffnet und gefesselt. Steve ist von dem Handeln seines alten Freundes zutiefst enttäuscht.
Noch schwieriger wird die Situation, als die zerstrittene Gruppe zusätzlich von Billy und seinen Brüdern verfolgt wird. Unterstützt beim Kampf gegen die Hammond-Brüder wird Judd dabei vom einsichtigen Heck, der gelobt hat, sich nach der Ankunft dem Sheriff zu ergeben. Elsa scheint für Heck Gefühle zu hegen. Die Gruppe versucht das Haus von Elsas Vater zu erreichen. Doch die Verfolger sind schneller und locken die Gruppe, im Haus des von ihnen erschossenen Vaters lauernd, in eine Falle. Judd wird schwer verwundet, bis schließlich auch Westrum, geplagt von seinem Gewissen, seinem alten Freund zur Seite springt. In einem Duell auf dem Vorplatz des Hauses erschießen Judd und Westrum die Hammond-Bande, bevor Judd erneut getroffen zu Boden sinkt. Westrum verspricht dem sterbenden Judd, das Gold abzuliefern. Judd wirft einen letzten Blick auf die Berge, bevor er stirbt.

## Hintergrund
Sacramento war Sam Peckinpahs zweiter Spielfilm, nach The Deadly Companions im Jahr davor. Im Gegensatz zum Vorgänger hatte Peckinpah bei diesem Film die Gelegenheit, aktiver am Entstehungsprozess des Drehbuchs teilzunehmen. Er sagte später, als Regisseur sollte man nie einen Film annehmen, wenn man nicht die Gelegenheit habe, das Drehbuch umzuschreiben. Bei The Deadly Companions war ihm das versagt worden, doch der Produzent von Sacramento gestattete ihm den Wunsch. Bedingung war allerdings, dass Peckinpah keine strukturellen Veränderungen vornahm, so dass sich der Regisseur auf die Dialoge beschränkte. Schätzungsweise 80 % der Dialoge schrieb Peckinpah um, er steckte seine Lebenserfahrung in die Änderungen. So sei z. B. der Charakter des Steve Judd stark an Peckinpahs Vater angelehnt worden. Und Peckinpah nahm schließlich doch eine strukturelle Änderung vor – beim Filmende, an dem ursprünglich Gil statt Steve sterben sollte.
Die Dreharbeiten fanden zwischen dem 16. Oktober und dem 22. November 1961 in der Sierra Nevada statt. Doch die Produktion lief, für Peckinpahs Filme typisch, nicht ohne Probleme ab. Der ihm wohlgesinnte Produzent wurde entlassen. Bei einer Preview soll der MGM-Distributionschef eingeschlafen sein und nach der Vorstellung behauptet haben, dies sei der schlechteste Film, den er je gesehen habe. Sacramento bekam bei der Vermarktung das kleinste Budget aller startenden MGM-Filme und dementsprechend konnte in den USA anfangs kaum ein Publikum gefunden werden. Oft lief der Film in Double Features als kleinerer Film, etwa zusammen mit dem aufwendiger produzierten, aber weitestgehend vergessenen Abenteuerfilm Die Tataren. Anders war die Rezeption in Europa; dort gewann Ride the High Country mehrere Preise und wurde von der Kritik gefeiert. Ende 1962 hatte der Film fast zwei Millionen US-Dollar eingespielt, was im Angesicht der relativ geringen Produktionskosten von rund 750.000 US-Dollar einen Gewinn bedeutete.
Ride the High Country war Randolph Scotts letzter Film, er zog sich anschließend ins Privatleben zurück. Joel McCrea nahm danach nur noch sporadisch Rollen in weitgehend unbekannt gebliebenen Filmen an. Zum Zeitpunkt der Dreharbeiten war Scott 63 Jahre alt, McCrea feierte währenddessen seinen 56. Geburtstag. Die Besetzung der beiden alternden Schauspieler, die seit den 1930er-Jahren Hauptrollen in vielen Western gespielt hatten, ist im Hinblick auf das Thema der alternden Westernhelden somit symbolisch aufgeladen. Interessanterweise waren Scott und McCrea zunächst für die jeweils andere Hauptrolle angedacht worden, doch beide waren damit unzufrieden und tauschten ihre Rollen.
Für die weibliche Hauptdarstellerin Mariette Hartley bedeutete Ride the High Country hingegen ihr Filmdebüt. An Sacramento waren zudem einige Personen beteiligt, die auch später für Peckinpah arbeiteten. Da ist zum einen der bekannte Kameramann Lucien Ballard, der zehn Jahre später bei Getaway oder beim Klassiker The Wild Bunch hinter der Kamera stand. Von den Schauspielern arbeiteten Warren Oates (in seiner dritten Filmrolle), L. Q. Jones, R. G. Armstrong und John Davis Chandler anschließend noch mehrfach mit Peckinpah zusammen.

## Themen
In Sacramento kann man zum ersten Mal Peckinpahs späteres Lieblingsthema beobachten: Die alternden aufrechten Westernhelden in modernen Zeiten. Steve Judd braucht zum Lesen eine Brille; und weil ihm das peinlich ist, geht er zum Studieren eines Vertrags in das Badezimmer.
Die Zeiten haben sich geändert. Der sittlich hochstehende, gemeinwohldienende Ehrenkodex ist bei vielen obsolet geworden – er wird nur noch von wenigen idealistisch gesinnten Menschen aufrechterhalten; stattdessen gewinnen Egoismus, Raffgier und Rücksichtslosigkeit immer mehr die Oberhand.

## Synchronisation
Die deutsche Synchronfassung entstand anlässlich der deutschen Kinopremiere.
| Rolle            | Schauspieler     | Synchronsprecher       |
| ---------------- | ---------------- | ---------------------- |
| Gil Westrum      | Randolph Scott   | Carl Raddatz           |
| Steve Judd       | Joel McCrea      | Ernst Wilhelm Borchert |
| Elsa Knudsen     | Mariette Hartley | Uta Hallant            |
| Heck Longtree    | Ron Starr        | Peter Nestler          |
| Richter Tolliver | Edgar Buchanan   | Alfred Balthoff        |
| Joshua Knudsen   | R. G. Armstrong  | Paul Esser             |
| Billy Hammond    | James Drury      | Herbert Fleischmann    |
| Henry Hammond    | Warren Oates     | Gerd Duwner            |
| Elder Hammond    | John Anderson    | Holger Kepich          |

## Auszeichnungen
1992 wurde der Film in das National Film Registry aufgenommen, als ein Film, der aus „kultureller, geschichtlicher oder ästhetischer Hinsicht“ als besonders bedeutend eingestuft wird.

## Kritiken
Bosley Crowther in der New York Times vom 21. Juni 1962 war freundlich gestimmt. Es brauche nicht mehr als die Western-Veteranen Mr. McCrea and Mr. Scott, ein „straffes, herbes Drehbuch“, „fähige Nebendarsteller und einen guten Regisseur“, und schon habe man die beste „kleine Pferdeoper seit Monaten“. Crowther lobte die Mischung aus Weisheit und Humor, die der Film ausstrahle, und die exzellenten Landschaftsaufnahmen. Man wisse nicht sehr viel über den Regisseur Mr. Peckinpah und den Drehbuchautor Mr. Stone, aber sie hätten, was man für einen Film brauche.

„Peckinpahs zweiter Film entmythologisiert den Western und begründet zusammen mit John Fords Der Mann, der Liberty Valance erschoß 1961 den Spätwestern. Die Helden von Sacramento sind müde, sie brauchen Brillen und kommen nicht mehr alleine in den Sattel; Autos und selbst Kamele sind schneller als Pferde.“